# Primera Sección el Portillo
Primera Sección el Portillo är en ort i Mexiko.   Den ligger i kommunen San Antonio de la Cal och delstaten Oaxaca, i den sydöstra delen av landet, 400 km sydost om huvudstaden Mexico City. Primera Sección el Portillo ligger 1 593 meter över havet och antalet invånare är 138.
Terrängen runt Primera Sección el Portillo är huvudsakligen kuperad, men åt sydväst är den platt. Runt Primera Sección el Portillo är det ganska tätbefolkat, med 90 invånare per kvadratkilometer. Närmaste större samhälle är Oaxaca de Juárez, 4,5 km nordväst om Primera Sección el Portillo. I omgivningarna runt Primera Sección el Portillo växer huvudsakligen savannskog.